# Кэдиган, Пэт
Пэт Кэдиган (Pat Cadigan; 10 сентября 1953 года, Скенектади, Нью-Йорк) — американская писательница, известная в первую очередь своими работами в жанре киберпанка. Общей темой её произведений является изучение взаимодействия между человеческим и машинным интеллектом.

## Биография
Она родилась в Скенектади, а выросла в Фичбурге, Массачусетс. Кэдиган училась в Массачусетском и Канзасском университетах. В последнем она обучалась вместе с Джеймсом Ганном и окончила его в 1975 году. В том же году Кэдиган стала членом комитета 34-го Всемирного конвента научной фантастики, проходившем в Канзас-Сити, Миссури. Её работа в качестве члена комитета заключалась в помощи почетному гостю конвента, Роберту Хайнлайну.
Также она работала на писателя Тома Рими в его фирме, работавшей в сфере вёрстки и графического дизайна. Рими умер в 1977 году и Кэдиган нашла работу в качестве писателя в Hallmark Cards, крупнейшей американской фирме по производству поздравительных открыток. Она переехала жить в Англию вместе с сыном в 1996 году. В настоящее время она замужем за своим третьим мужем.
Роберт Хайнлайн частично посвятил ей свой роман 1982 года «Фрайди», так как они с Кэдиган стали друзьями после 34-го Worldcon`а в Канзас-Сити.

## Писательская карьера
В конце 1970-х и начале 1980-х годов она была редактором небольших фэнтезийных и научной-фантастических журналов Chacal и Shayol вместе со своим вторым мужем, Арни Феннером. Свой первый научной-фантастический рассказ Кэдиган продала в 1980 году, а профессиональным писателем она стала в 1987 году.
Первым романом Кэдиган стал «Mindplayers» (1987). В нём уже прослеживаются общие темы писательницы. В её сюжетах человеческий разум является реальным местом, где люди могут что-либо сделать, а грань между реальностью и воображением стирается.
Кэдиган выиграла ряд премий, в том числе премию «Хьюго» за лучшую короткую повесть «The Girl-Thing Who Went Out For Sushi» в 2013 году и премию Артура Кларка в 1992 и 1995 за свои романы «Synners» и «Fools».

### Романы
- Mindplayers (1987)
- Synners (1991)
- Fools (1992)
- Чай из пустой чашки / Tea from an Empty Cup (1998)
- Dervish is Digital (2001)
- Сотовый / Cellular (2004)
- Алита: Боевой Ангел. Айрон Сити / Alita: Battle Angel (2018)

### Сборники
- Patterns (1989)
- Dirty Work (1993)
- Home By The Sea (1993)
- Letters From Home (антология, 1991)